# Наталі Балле
Наталі Балле (фр. Nathalie Ballet; нар. 5 травня 1967) — колишня французька тенісистка.
Найвищу одиночну позицію світового рейтингу — 407 місце досягла 20 листопада 1989, парну — 185 місце — 27 січня 1992 року.
Здобула 2 парні титули.

## Фінали ITF

### Одиночний розряд (0–1)
| Турніри $25,000 |
| Турніри $10,000 |

| Результат | Ранг | Дата          | Турнір          | Покриття | Опонент0         | Рахунок  |
| Поразка   | 1.   | 24 липня 1989 | Суб'яко, Італія | Ґрунт    | Євгенія Манюкова | 3–6, 2–6 |

### Парний розряд (2–6)
| Результат | Ранг | Дата            | Турнір                | Покриття | Партнерка           | Суперниці                           | Рахунок       |
| --------- | ---- | --------------- | --------------------- | -------- | ------------------- | ----------------------------------- | ------------- |
| Поразка   | 1.   | 21 липня 1986   | Суб'яко, Італія       | Тверде   | Карін Кентрек       | Стефанія Далла Валле Лінда Феррандо | 2–6, 6–0, 1–6 |
| Перемога  | 2.   | 13 березня 1988 | Валенсія, Іспанія     | Ґрунт    | Вінченца Прокаччі   | Пенелопе Фас Сонсолес Уртадо        | 4–6, 6–3, 6–2 |
| Поразка   | 3.   | 25 вересня 1989 | Кальтаджіроне, Італія | Ґрунт    | Джованна Каротенуто | Крістіна Сальві Alessia Vesuvio     | 5–7, 1–6      |
| Поразка   | 4.   | 23 липня 1990   | Мілан, Італія         | Тверде   | Agnes Romand        | Сільвія Фаріна-Елія Сімона Ізідорі  | 6–2, 1–6, 3–6 |
| Поразка   | 5.   | 29 квітня 1991  | Барселона, Іспанія    | Ґрунт    | Agnes Romand        | Їтка Дубцова Івонне Ґрюббен         | 3–6, 3–6      |
| Поразка   | 6.   | 6 травня 1991   | Льєйда, Іспанія       | Ґрунт    | Agnes Romand        | Їтка Дубцова Наталі Чан             | 0–6, 3–6      |
| Перемога  | 7.   | 21 липня 1991   | Суб'яко, Італія       | Ґрунт    | Клер Вегінк         | Sofia Hiort Мар'я-Лійса Куурне      | 6–2, 6–3      |
| Поразка   | 8.   | 20 липня 1992   | Суб'яко, Італія       | Ґрунт    | Джоана Манта        | Мартіна Гаутова Карин Лушниць       | 1–6, 6–2, 2–6 |